# 佐世保市立宇久小学校
佐世保市立宇久小学校（させぼしりつ うくしょうがっこう、Sasebo City Uku Elementary School）は、長崎県佐世保市宇久町平にある公立小学校。

## 概要
歴史
1874年（明治7年）に開校した「平小学校」を前身とする。2009年（平成21年）に創立135周年を迎えた。2007年（平成19年）より佐世保市立宇久中学校、長崎県立宇久高等学校と連携型小・中・高一貫教育を行っている。
校訓
「和して学び自立して歩む」
学校教育目標
「夢を育て 夢を実現させる 教育」
校章
校歌
作詞は西川喜一郎、作曲は警視庁音楽隊（隊長:山口常光）による。歌詞は3番まであり、2番に校名の「宇久小学」が登場する。
校区
「長崎県佐世保市宇久町」全域。中学校区は佐世保市立宇久中学校。

## 沿革
前史
- 1870年（明治3年）2月21日 - 福江藩学則改正により、第六郷校として「率由軒」が設置される。[2]。
- 1871年（明治4年）- 廃藩置県により廃止。

正史
- 1874年（明治7年）2月11日 - 平村 挽地役所（旧・福江藩代官所）を校舎とし、「平小学校」が創立。同時期に西原に「葩麿小学校」が設置される。
- 1876年（明治9年）1月2日 -　葩麿小学校を統合し、「宇久小学校」に改称。字松原の元・文武館跡に移転。
  - 同時に平村内の小学校4校（方正・祜播・本良・照島）を分校とする。
- 1878年（明治11年）11月 - 本良分校が大久保分校に改称。
- 1887年（明治20年）4月 - 小学校令の施行により、「尋常宇久小学校」に改称。
  - 方正・祜播[3]・大久保の3校が簡易小学校として独立。照島分校を簡易大久保小学校に移管。
- 1888年（明治21年）8月6日 - U字型の木造平屋建て校舎が完成。
- 1893年（明治26年）4月 - 「宇久尋常小学校」に改称。
- 1895年（明治28年）4月 - 高等科を併置し「宇久尋常高等小学校」に改称（尋常科4年・高等科4年）。
- 1901年（明治34年）3月24日 - 校舎一棟を増築。
- 1907年（明治40年）
  - 10月9日 - 高等科の教科目に随意（選択）科目として英語が加えられる。
  - 10月11日 - ペストの大流行で学校を閉鎖する。
- 1908年（明治41年）4月1日 - 小学校令の改正により、義務教育年限（尋常科の修業年限）が4年から6年に延長される（尋常科6年・高等科2年）。
  - 旧高等科1年を尋常科5年、旧高等科2年を尋常科6年、旧高等科3年を高等科1年、旧高等科4年を高等科2年に振り替える。
- 1912年（明治45年）6月16日 - 新校地に新校舎が完成。
- 1918年（大正7年）4月30日 - 野方尋常小学校の閉校により、野方・太田江・梅の木地区の児童を収容。
- 1921年（大正10年）4月1日 - 高等科の修業年限を3年とする。
- 1923年（大正12年）5月4日 - 校舎を増築。
- 1938年（昭和13年）5月16日 - 校舎を増築。
- 1941年（昭和16年）4月1日 - 国民学校令の施行により、「平村宇久国民学校」に改称。尋常科を初等科に改める（初等科6年・高等科3年）。
- 1947年（昭和22年）4月1日 - 学制改革（六・三制の実施）が行われる。
  - 国民学校の初等科が改組され、「平村立宇久小学校」となる。野方分校を設置。
  - 国民学校の高等科および青年学校の普通科が改組され、新制中学校「平村立宇久中学校」が発足。小学校校舎の一部を使用。
- 1949年（昭和24年）8月1日 - 平町の発足（町制施行）により、「平町立宇久小学校」に改称。
- 1950年（昭和25年）3月31日 - PTAからピアノが寄贈される。
- 1952年（昭和27年）11月27日 - 校歌を制定。
- 1955年（昭和30年）4月1日 - 平町と神浦村が合併し宇久町が発足。これに伴い「宇久町立宇久小学校」に改称。
- 1958年（昭和33年）10月10日 - 第1校舎の西側に2階建て校舎（2教室）を増築。
- 1959年（昭和34年）4月 - 児童数が最大の1,027名（21学級）を記録する。
- 1961年（昭和36年）2月11日 - PTAからグランドピアノが寄贈される。
- 1964年（昭和39年）4月1日 - ミルク給食を開始。東部給食センターが新築される。
- 1970年（昭和45年）3月 - 鉄筋コンクリート造2階建て新校舎（9教室）が完成。
- 1971年（昭和46年）3月 - 鉄筋コンクリート造2階建て新校舎（7教室・放送室・職員室・校長室）が完成。
- 1973年（昭和48年）3月31日 - 野方分校を廃止。
- 1974年（昭和49年）2月 - 創立100周年記念式典を挙行。
- 1977年（昭和52年）10月 - 宇久中学校出火により、旧校舎一棟を焼失。
- 1978年（昭和53年）1月 - プレハブ校舎が完成。
- 1983年（昭和58年）9月 - 運動場を整備。
- 1985年（昭和60年）7月 - 宇久小学校スポーツ少年団育成会が発足。
- 1986年（昭和61年）10月 - 体育館が完成。
- 1987年（昭和62年）2月 - 観察池を設置。
- 1988年（昭和63年）8月 - 校舎内各踊り場の採光用窓をステンドグラスに交換。
- 1991年（平成3年）3月 - 国旗掲揚台を設置。
- 1993年（平成5年）3月 - トイレを水洗化。校舎の大規模改修工事を実施。
- 1994年（平成6年）3月 - プールが完成。
- 1999年（平成11年）11月 - パソコン室が完成。
- 2000年（平成12年）11月 - 教育相談室を設置。
- 2001年（平成13年）
  - 1月 - 特別教室棟が完成。
  - 3月 - 図書室を改築。
- 2002年（平成14年）3月 - タイムカプセル記念碑を建立。
- 2006年（平成18年）4月1日 - 宇久町の佐世保市編入に伴い、「佐世保市立宇久小学校」（現校名）に改称。長崎県より宇久地区小中高一貫教育研究の指定を受ける。
- 2007年（平成19年）4月1日 - 宇久地区連携型小中高一貫教育試行を開始。 2学期制を導入。
- 2008年（平成20年）4月1日 - 宇久地区連携型小中高一貫教育を本格的に開始。
- 2016年（平成28年）4月1日 - 佐世保市立神浦小学校を統合。

## 学校行事
2学期制をとる。

## アクセス
最寄りのバス停
- 宇久観光バス 「宇久小学校前」バス停

最寄りの国道・県道
- 長崎県道160号宇久島循環線

## 周辺
- 佐世保市役所宇久行政センター（旧・宇久町役場）
- 佐世保市立宇久中学校
- 長崎県立宇久高等学校
- エビスが丘中央公園
- 新上五島警察署平警察官駐在所
- 宇久平郵便局

## 関連事項
- 長崎県小学校一覧
  - 佐世保市小学校一覧